# Hotell Rydberg

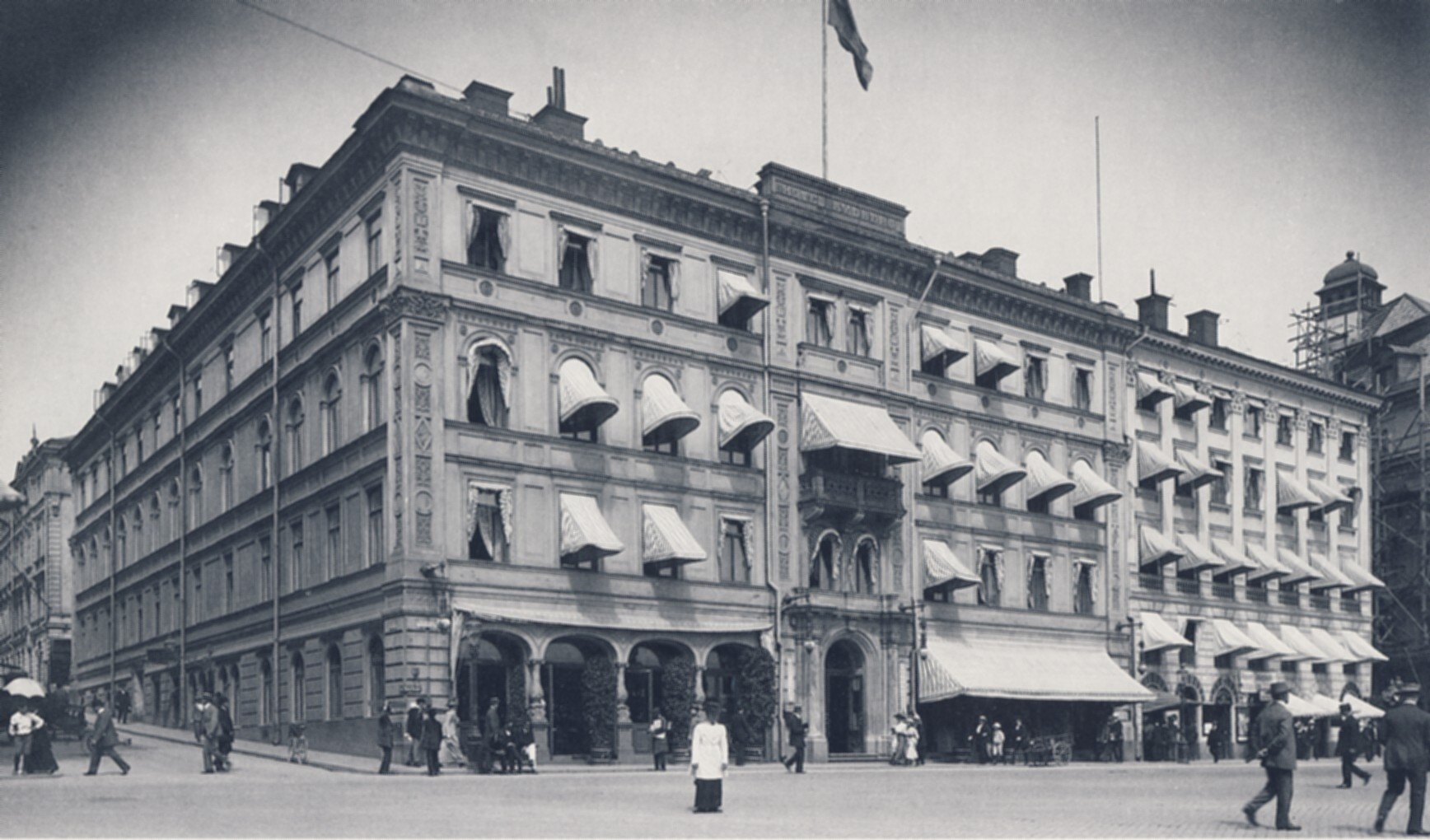
Hôtel Rydberg strax före rivningen 1914.

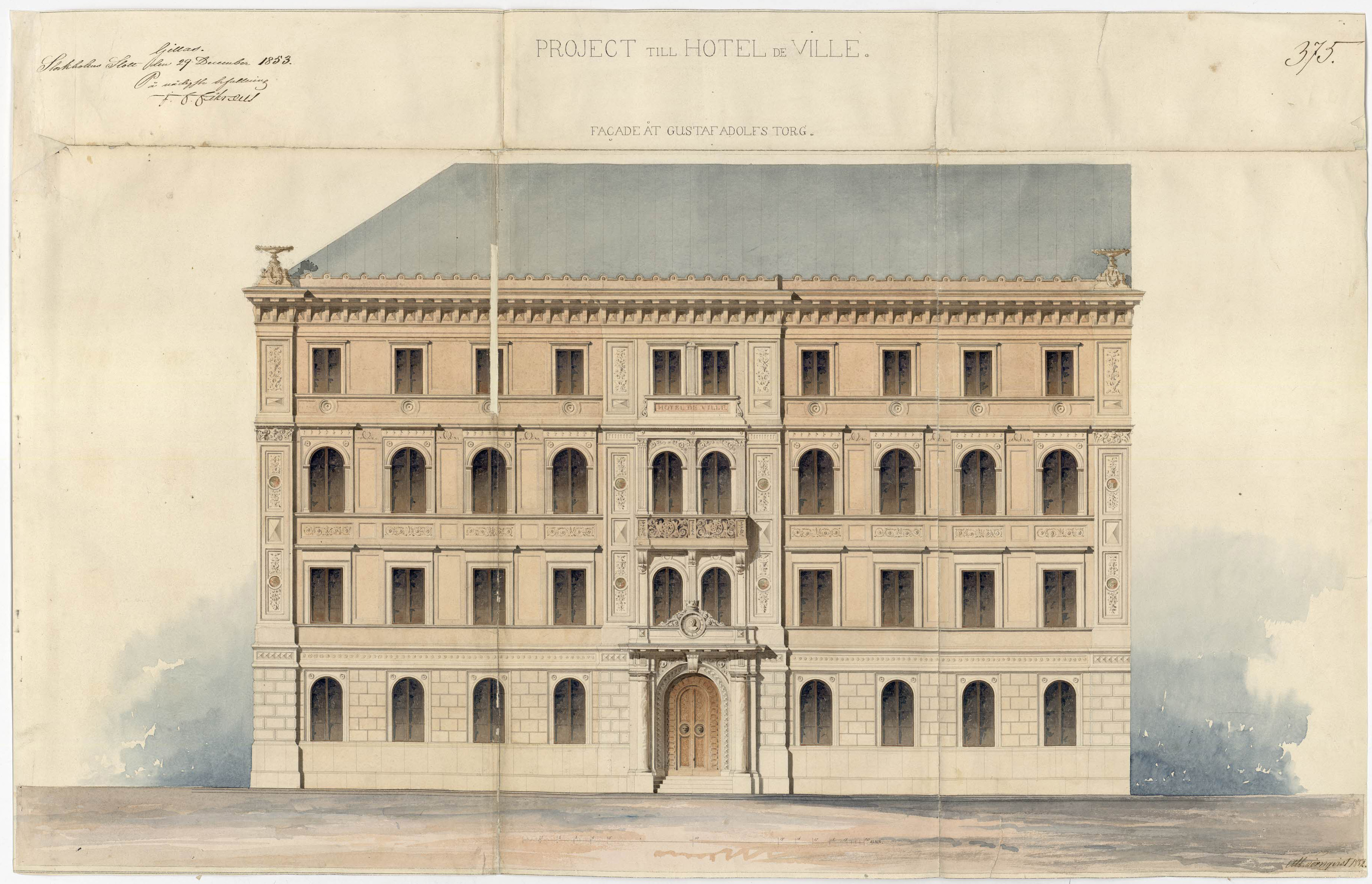
Ritning av Albert Törnqvist ur bygglovshandlingar från 1853.

Hotell Rydberg (även stavat Hôtel Rydberg) var ett hotell med restaurang och bar vid Gustav Adolfs Torg i Stockholm under åren 1857–1914. Hotellet var under sin tid ett av stadens mer kända nöjesetablissemang och besöktes bland annat av journalister och författare, däribland Hjalmar Söderberg, Albert Engström, Emil Norlander och Hasse Z. Hotell Rydberg revs 1914 för att ge plats åt Skandinaviska Bankens palats.

## Historik

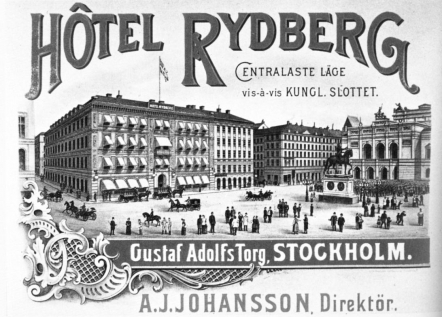
Hôtel Rydberg

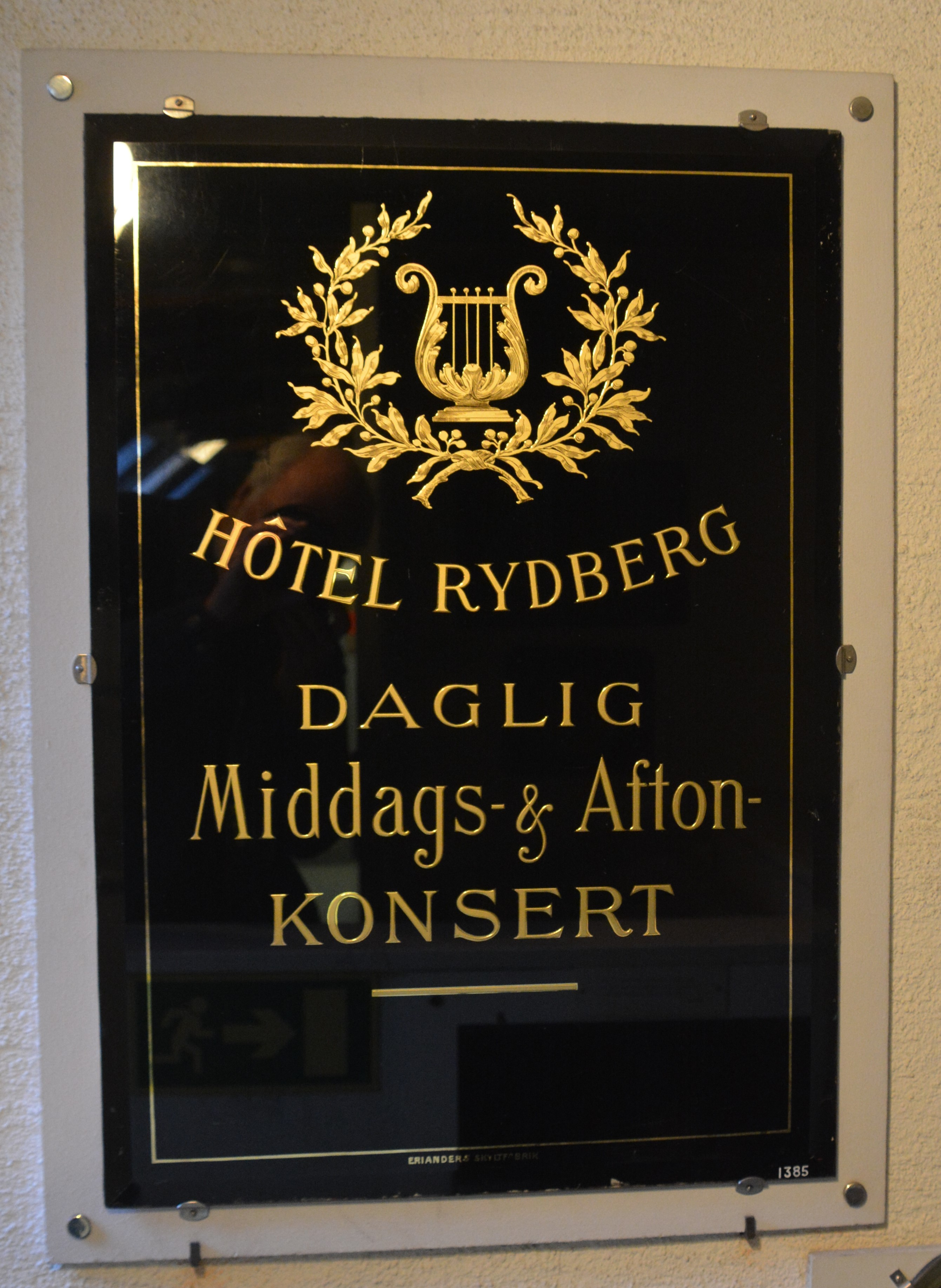
Hôtel Rydberg, skylt

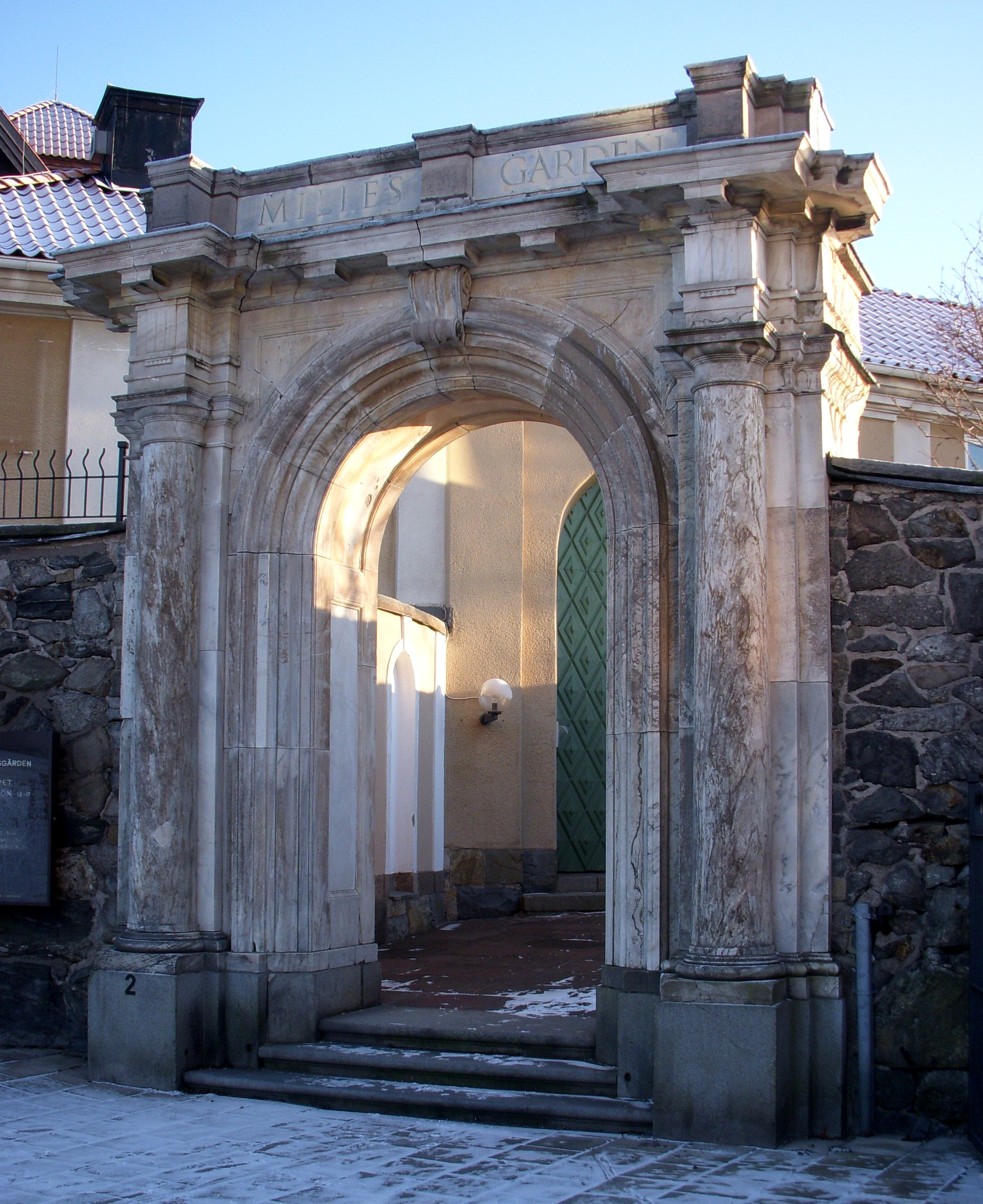
Hôtel Rydbergs entréportal finns idag vid Millesgårdens gamla entré. Själva porten har (troligen) återanvänts i ett bostadshus på Sigtunagatan 6.

Grundplåten till hotellet var en donation från Abraham Rydberg till Stockholms Grosshandelssocietets förfogande för att uppföra ett hôtel-de-ville i Stockholm. De diskuterade om han menat stadshus som på kontinenten kallades "hôtel-de-ville" och ofta var kombinerade med ett värdshus eller om han menat stadshotell, innan de valde det senare.
Hotell Rydberg uppfördes åren 1852–1856 på det gamla Kastenhofs tomt efter fasadritningar av Albert Törnqvist. Interiören hade ritats av Johan Fredrik Åbom, som några år senare även ritade Berns salongers byggnad vid Berzelii park. 1870 införlivades grannfastigheten Celsingska huset i hotellet. Det hade 1776 kommit i familjen Celsings ägo genom Gustaf Celsing, men hade på beställning av Lars Gustaf von Celsing byggts om redan 1858 efter samme Åboms ritningar.
Hotellet arrenderades ut, först till sedermera Grand Hôtel-grundaren Jean-François Régis Cadier, och sedan till år 1892 av hans änka. 1892 byggdes hotellet om efter ritningar av Johan Fredrik Lilljekvist.
Hotellet stängdes den 1 oktober 1914  och byggnaden revs samma år. Fastigheten hade redan 1910 köpts av Skandinaviska Kreditaktiebolaget (Skandinaviska Banken) och man uppförde nu ett nytt hus på samma plats. Hotellets marmorportal flyttades dock och finns nu vid Millesgårdens gamla entré. En kopia av hotellets bankettsal återfinns i herrklubben Sällskapets lokaler på Arsenalsgatan 7.

## Händelser på hotellet
Svenska Sällskapet för Räddning af Skeppsbrutne och Bohusläns Gille bildades år 1907 på Hotell Rydberg.
Klas Pontus Arnoldson lade år 1883 en motion om Sveriges neutralitet i riksdagen.  Motionen om neutralitet undertecknades av flera riksdagsmän (främst från den andra kammaren) vid ett sammanträde på Hotell Rydberg i Stockholm den 24 februari 1883. Mötet betraktas allmänt som grunden till att Svenska freds- och skiljedomsföreningen bildas.

## Hotellet i svensk kultur
Hotellet omnämns i Hjalmar Söderbergs Doktor Glas:
Doktorn går över kyrkogården och upp genom gränden till Drottninggatan, där han köper cigarrer. Han viker sedan av på Fredsgatan, tittar genom glasrutan på Hotell Rydberg vid Gustav Adolfs torg, köper tidning och går ned till vattenbutiken och sätter sig.
Det nämns även i samme författares Förvillelser från 1895. Han använder här skillnaden mellan det nya elljuset med det mer flackande gasljuset för att skapa en hotfull stämning. Scenen i boken är hotell Rydberg vid Gustav Adolfs torg som vid den tiden var ett vattenhål för konstnärer och intellektuella.
Plötsligt släcktes det elektriska ljuset. Ett par gaslågor tändes. Skuggorna uppförde spöklika brottningsscener kring väggarna, och bakom glasrutorna till det stora gröna kaféet, där det ännu var ljust, rörde sig ett våldsamt skuggspel av sträckta halsar och av armar, fäktande i luften med glas i hand.
Även Evert Taube sjunger om en lunch år 1907 på Hotellet i Balladen om Olof Thunman:
En solglödsmättad, dunstig julidag, vi möttes första gången, minns jag nu, på gamla Rydberg, sjutton år var jag och vännen Olof Thunman tjugosju.
Biff Rydberg, eller Biff à la Rydberg, en klassisk svensk husmansrätt, anses ha serverats första gången i hotellets restaurang.
På hotellet huserade 1857–1870 herrklubben Sällskapet, samt enligt uppgift även Lilla Sällskapet.
Ett glas med tre etsade bårder, en bredare i mitten och en smalare på vardera sidan, kallas rydbergsglas efter hotellet.